# Eudendrium speciosum
Eudendrium speciosum is een hydroïdpoliep uit de familie Eudendriidae. De poliep komt uit het geslacht Eudendrium. Eudendrium speciosum werd in 1945 voor het eerst wetenschappelijk beschreven door Fraser. 